# (Forever) Live and die
(Forever) Live and die  is een nummer van de Britse synthpopband Orchestral Manoeuvres in the Dark. Het nummer diende als eerste single van het album The pacific age uit 1986. Op 25 augustus dat jaar werd het nummer op single uitgebracht.
Paul Humphreys verzorgde de vocalen. Stephen Hague, van de Pet Shop Boys produceerde het lied.

## Trackinglijst
7-inch vinylsingle
1. "(Forever) Live and die" - 3:36
2. "This town" - 3:44

12-inch vinylsingle
1. "(Forever) Live and die (John "Tokes" Potoker - extended mix)" - 5:45
2. "(Forever) Live and die (7" versie)" - 3:36
3. "This town" - 3:44

12-inch vinylsingle (opnieuw uitgebracht)
1. "(Forever) Live and die (Tom Lord-Alge - extended remix)" - 5:50
2. "(Forever) Live and die (7" versie)" - 3:36
3. "This town" - 3:44

## Hitnoteringen
De plaat werd in een aantal landen ter wereld een hit. In de VS hield de plaat het zeventien weken vol, met als hoogste notering een 19e positie in de Billboard Hot 100. In Canada werd de 10e positie bereikt, Australië de 19e, Nieuw-Zeeland de  14e, Zuid-Afrika de 12e, Duitsland de 8e, Oostenrijk de 5e, Zwitserland de 9e, Ierland de 13e en in thuisland het Verenigd Koninkrijk stond de plaat tien weken genoteerd in de UK Singles Chart met als hoogste notering de 11e positie.
In Nederland was de plaat op donderdag 4 september 1986 TROS Paradeplaat op de befaamde TROS donderdag op Radio 3 en werd mede hierdoor een gigantische hit in de destijds twee landelijke hitlijsten op de nationale publieke popzender. De plaat bereikte de 3e positie in de Nederlandse Top 40 en de 5e positie in de Nationale Hitparade. In de Europese hitlijst op Radio 3, de TROS Europarade, bereikte de plaat de 11e positie. 
In België bereikte de plaat de 6e positie in zowel de voorloper van de Vlaamse Ultratop 50 als de Vlaamse Radio 2 Top 30. In Wallonië werd géén notering behaald.
In de sinds december 1999 jaarlijks uitgezonden NPO Radio 2 Top 2000 van de Nederlandse publieke radiozender NPO Radio 2 stond de plaat uitsluitend in 2009 in de lijst der lijsten genoteerd, met als hoogste notering een 1675e positie in 2009.

### Nederlandse Top 40
Don't leave me this way van The Communards en Take My Breath Away van Berlin hielden OMD van de eerste plaats af. 
| Positie: | 35 | 21 | 16 | 7 | 6 | 3 | 3 | 3 | 8 | 12 | 21 | 33 | uit |

### Nationale Hitparade
TROS Paradeplaat Radio 3 op donderdag 04-09-1986.
| Positie: | 40 | 30 | 13 | 8 | 7 | 6 | 6 | 5 | 8 | 12 | 17 | 26 | 35 | 49 | uit |

### TROS Europarade
Hitnotering: 09-10-1986 t/m 04-12-1986. Hoogste notering: #11 (1 week).

### Vlaamse Radio 2 Top 30
| Positie: | 29 | 29 | 9 | 7 | 7 | 6 | 6 | 7 | 7 | 8 | 11 | uit |

### Vlaamse Ultratop 50
| Positie: | 40 | 31 | 30 | 17 | 12 | 7 | 6 | 6 | 6 | 6 | 6 | 10 | 19 | 26 | 31 | uit |

### NPO Radio 2 Top 2000
(Forever) Live and Die stond alleen in 2009 in de NPO Radio 2 Top 2000, op plek 1675.